# Haligra concolor
Haligra concolor is een vliesvleugelig insect uit de familie Encyrtidae. De wetenschappelijke naam is voor het eerst geldig gepubliceerd in 1984 door Noyes & Hayat.